# Сухой Берикуль
Сухой Берикуль — река в Тисульском районе Кемеровской области России, правый приток Берикуля, протекает в северных отрогах Кузнецкого Алатау.
Длина реки — 13 км. Впадает в Берикуль на высоте 273 м над уровнем моря. Протекает через рудник Старый Берикуль.
Рыба: хариус, сорога, гольян.